# Panzerselbstfahrlafette V
12.8 cm Selbstfahrlafette auf VK 3001(H) (Panzerselbstfahrlafette V) Sturer Emil − samobieżne działo przeciwpancerne zbudowane na podwoziu eksperymentalnego czołgu Henschela VK 3001 (H) uzbrojone w działo Rheinmetall 12.8 cm K 40 L/61 (które z kolei było rozwinięciem 12.8 cm FlaK 40).

## Historia
W marcu 1941 dwa egzemplarze VK 3001(H) były gotowe do przebudowy na niszczyciel czołgów. Polegała ona na zamontowaniu nadbudówki wraz z działem 12.8 cm K L/61, Aby było to możliwe konieczne było powiększenie podwozia, co osiągnięto poprzez dodanie dodatkowej pary kół jezdnych. Przedział bojowy został umieszczony z tyłu pojazdu, a sposób zamontowania działa pozwalał na jego ograniczone przemieszczanie w osi poziomej do 7°. Ograniczona wielkość przedziału bojowego musiała pomieścić pięciu członków załogi oraz zaledwie od 15 do 18 pocisków. Pojazd był dodatkowo wyposażony w karabin maszynowy MG34, który był zabudowany w kadłubie pojazdu i służył do obrony przed piechotą wroga.
Od sierpnia 1941 do marca 1942 firmy Rheinmetall-Borsig i Henschel wyprodukowały dwa prototypy, które w połowie 1942 roku zostały skierowane do testów na front wschodni. Oba pojazdy odniosły na froncie spore sukcesy jednak zrezygnowano z ich produkcji na korzyść PzKpfw VI Tiger.
Jeden „Sturer Emil” służył w 2 Dywizji Pancernej, a drugi w 521 Panzerjäger Abteilung. Oba prototypy zostały utracone, z czego pierwszy został zniszczony w walce, a drugi z uzyskanymi 22 zniszczeniami namalowanymi na dziale został przejęty przez Rosjan w Stalingradzie w styczniu 1943 roku. Obecnie znajduje się w Muzeum w Kubince.